# Claudio Flores (cyclisme)
Pour les articles homonymes, voir Claudio Flores et Flores.
Claudio Flores, né le 23 janvier 1980 à Tres Arroyos, est un coureur cycliste argentin.

## Biographie
En fin d'année 2008, il est suspendu pour dopage au stanozolol, un stéroïde anabolisant,. 

## Palmarès et résultats

### Palmarès par année
- 1998
  - Vuelta Ciclista de la Juventud
- 2000
  -  Champion d'Argentine du contre-la-montre espoirs
- 2001
  -  Champion d'Argentine du contre-la-montre espoirs
- 2002
  -  Champion d'Argentine du contre-la-montre espoirs
  - 3e de la Doble Bragado
- 2003
  - Grand Prix Daniel Gallo[3]
- 2004
  - 3e de la Doble Bragado
- 2005
  - 4e étape du Tour de San Juan
- 2006
  - 7e étape du Tour de San Juan
  - 2e du Tour de San Juan
- 2007
  - Prologue du Tour de San Juan
  - 100Km. de la Republica Argentina
  - Criterium de Apertura
- 2008
  - 1re et 7e étapes du Tour d'Uruguay
  - 2e du championnat d'Argentine sur route
  - 3e de la Doble Difunta Correa
- 2009
  - Doble Calingasta :
    - Classement général
    - 2e et 3e étapes

  - Doble Ulape :
    - Classement général
    - 3e étape

  - 2e du Giro del Sol San Juan
- 2010
  - Doble Difunta Correa
- 2011
  - 4e étape du Tour d'Uruguay
- 2017
  - Gran Premio Roque Crispin Pino
- 2019
  - Vuelta de Cutral Co

### Classements mondiaux
| Année            | 2005 | 2006 | 2007 | 2008 | 2009 | 2010 | 2011 |
| ---------------- | ---- | ---- | ---- | ---- | ---- | ---- | ---- |
| UCI America Tour | 343e | 266e |      | 54e  | 85e  |      | 274e |